# Kellian Whaley

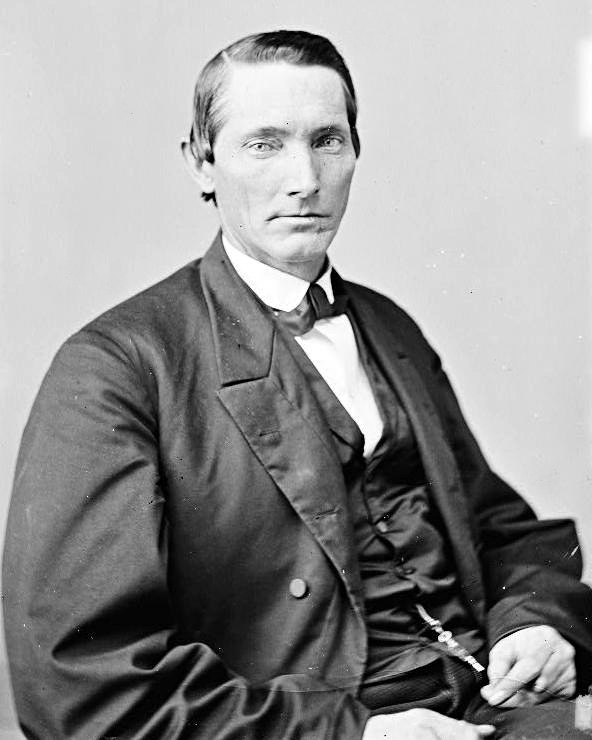
Kellian Whaley

Kellian Van Rensalear Whaley (* 6. Mai 1821 in Utica, New York; † 20. Mai 1876 in Point Pleasant, West Virginia) war ein US-amerikanischer Politiker. Zwischen 1861 und 1863 vertrat er den zwölften Wahlbezirk des Bundesstaates Virginia und von 1863 bis 1867 den dritten Distrikt des Staates West Virginia im US-Repräsentantenhaus.

## Werdegang
Über die Jugendzeit von Kellian Whaley ist nicht viel bekannt. Bis zum Ausbruch des Bürgerkrieges war er im Holzgeschäft tätig. Im Vorfeld dieses Krieges wurde er im Jahr 1860 für den Staat Virginia in das US-Repräsentantenhaus gewählt. Dort löste er am 4. März 1861 Henry A. Edmundson ab. In dem nun beginnenden Bürgerkrieg rekrutierte Whaley Soldaten für die Armee der Union. Dabei wurde er im November 1861 von den Soldaten der Konföderation gefangen genommen. Er konnte aber bald wieder entkommen.
Nach dem Austritt Virginias aus der Union wurde sein Kongresswahlbezirk abgeschafft, weil er nicht mehr Teil der USA war. Stattdessen schaffte er es als erster Abgeordneter, für den dritten Distrikt des 1863 gegründeten Staates West Virginia in das US-Repräsentantenhaus gewählt zu werden. Dieses Mandat trat er am 7. Dezember 1863 an. Er konnte es nach einer Wiederwahl im Jahr 1864 bis zum 3. März 1867 ausüben. Bis 1865 war er Vorsitzender des Ausschusses für Invalidenentschädigungen (Committee on Invalid Pensions); danach leitete er bis 1867 den Ausschuss, der sich mit Ansprüchen aus der amerikanischen Revolutionszeit befasste. Seine Amtszeit im Kongress war vom Bürgerkrieg und dessen Folgen bestimmt. Dazu gehörte auch der Konflikt der Republikanischen Partei mit dem nach der Ermordung von Abraham Lincoln ins Amt gekommenen Präsidenten Andrew Johnson. Im Jahr 1865 wurde der 13. Verfassungszusatz im Kongress verabschiedet, der die Sklaverei abschaffte. Whaley selbst wurde als Unionist in den Kongress gewählt; er war aber Mitglied der Republikaner, deren Republican National Convention er im Jahr 1864 als Delegierter besuchte. Auf diesem Parteitag wurde Präsident Lincoln für eine zweite Amtszeit nominiert.
Im Jahr 1866 verzichtete Kellian Whaley auf eine erneute Kandidatur. 1868 wurde er Steuereinnehmer in Brazos de Santiago (Texas). Er starb im Mai 1876 in Point Pleasant und wurde dort auch beigesetzt.